# Varje morgon är en gåva
Varje morgon är en gåva är en dansbandslåt skriven av Johnny Thunqvist och Kaj Svenling. Den spelades ursprungligen in 1992 av Towe Widerbergs på albumet med samma namn.
En inspelning av Göran Lindbergs orkester på bandets självbetitlade album låg på Svensktoppen i 23 veckor under perioden 9 september 1995–17 februari 1996, och placerade sig som högst på tredje plats.
En inspelning av Matz Bladhs gjordes 2004, på albumet 20 gobitar 2005, då Göran Lindberg återgått till bandet. 2004 låg den också på Towe Widebergs på albumet Kysser flickor.

## Andra inspelningar
2012 spelades låten in av Wrambjers på albumet Hem till Tyringe.